# 그레네디어
그레네디어(グレネーダー)는 월간소년 에이스에 연재된 카이세 소스케(海瀨壯祐)의 만화작품. 모두 7권. 또 그것을 원작으로 한 TV애니메이션이다.

## 줄거리
자신의 고향을 찾기 위한 여정에 나선 건맨(섬사) 텐도 루슈나(天道琉朱菜)는 도중에 만난 검사 코지마 야지로(虎島弥次郎), 풍선술사 쿠레나이 미캉과 같이 고난을 극복해 간다.

## 등장인물

### 주요인물
- 텐도 루슈나(天道琉朱菜)
- 코지마 야지로(虎島弥次郎)
- 쿠레나이 미캉(紅 みかん)

### 중앙천도
- 천자
- 오오미도 세츠나 (大御堂 刹那)
- 카스미(霞)
- 도화사(道化師)

### 십천섬
- 쿠레나이 토우카(紅 桃華)
- 쿠레나이 오우카(紅 桜華)
- 아이젠 텟파(藍前 鉄破)
- 아이젠 텟카(藍前 鉄華)
- 시가 쥬자에몽(紫賀十左ェ門)
- 하쿠비노 신노신(白尾 神之進)
- 오우마 단죠(黄魔 弾丞)
- 시몬 유즈리나(緇門 ゆずりは)
- 토죠 혼마루(橙条 本丸)
- 소마 산조(蒼馬 三蔵)
- 시라토 후우카(白土 風花)

## 단행본
카도카와 서점에서 발매
- 1권 (2003년 7월 1일) ISBN 4-04-713558-5
- 2권 (2003년 11월 1일) ISBN 4-04-713579-8
- 3권 (2004년 10월 1일) ISBN 4-04-713663-8
- 4권 (2004년 10월 1일) ISBN 4-04-713672-7
- 5권 (2005년 1월 26일) ISBN 4-04-713706-5
- 6권 (2005년 1월 26일) ISBN 4-04-713707-3
- 7권 (2005년 5월 26일) ISBN 4-04-713724-3

## TV애니메이션
《그레네이더(아직 정식한국어 판이 나오지 않았을 때) ~미소의 섬사~》라는 제목으로 2004년 10월 14일부터 2005년 1월 13일까지 WOWOW에서 방송되었고 2005년 1월부터는 지상파로도 방송되었다. 모두 12화.
WOWOW판과 지상파판은 오프닝과 엔딩이 다르다. (최종화의 엔딩만 같다.)
만화판에선 세계관이나 등장인물은 같지만 각 설정이 대폭 변경되었다. 특히 루슈나의 성격이 대폭 달라져서 말투도 부드럽게 되었도 설정이 많이 다르기 때문에 애니메이션 오리지널 등장인물이나 미등장인물, 원작에서는 죽었는데 애니메이션에서는 살아있거나 그 반대인 경우도 많다. 
DVD영상특전에는 본편의 이면에 있는 다른 인물들의 모습을 볼 수 있는 한편 그 무렵극장이 수록되어 있다.

## 참고자료
그레네디어 - 카도카와 서점 보관됨 2015-11-05 - 웨이백 머신